# Pfarrkirche Wels-Heilige Familie

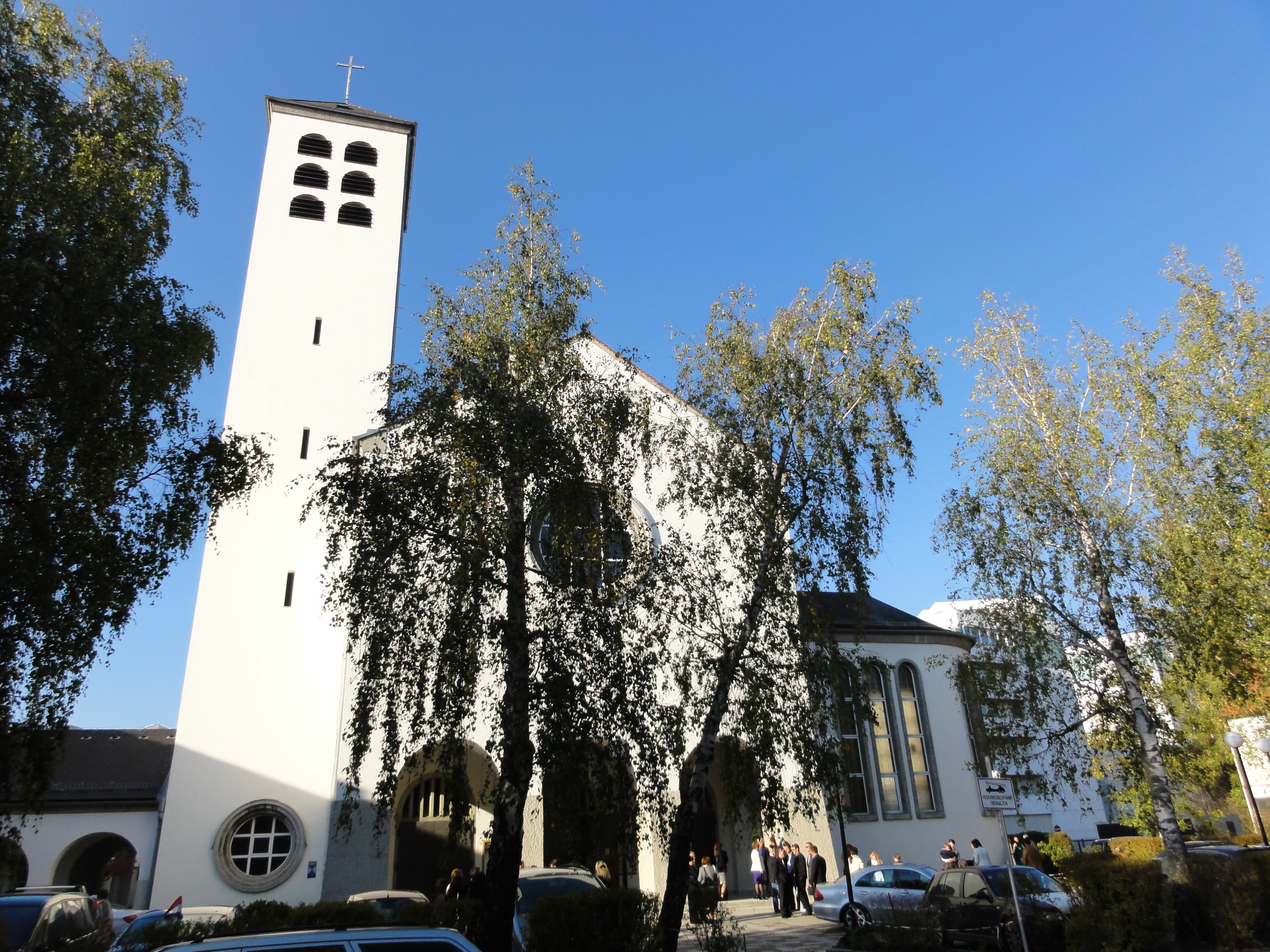
Pfarrkirche Hl. Familie

Die Pfarrkirche Wels-Hl. Familie steht im Welser Stadtteil Vogelweide in Oberösterreich. Die römisch-katholische Pfarrkirche Heilige Familie gehört zum Dekanat Wels in der Diözese Linz. Die Kirche steht unter Denkmalschutz.

## Geschichte
Aufgrund der regen Wohnbautätigkeit ab 1939 im Stadtteil Vogelweide gab es bereits 1949 Überlegungen zum Bau einer Kirche. Im Jahr 1951 wurde unter der Ägide von Alois Doppler ein Kirchenbauverein gegründet. Das Grundstück konnte durch einen Grundtausch zwischen Stadtpfarre und Stadtgemeinde Wels erworben werden. Die Kirche wurde von 1952 bis 1957 nach Plänen des Welser Architekten Franz Hörzing erbaut. Das basilikale Langhaus mit romanisierenden Elementen erinnert konstruktiv an die Linzer Friedenskirche. Am 22. September 1957 wurde die Kirche von Bischof Franz Zauner geweiht.
Die Innenraumgestaltung stammt von Franz Hörzing, das Hochaltarfresko von Hans-Peter Uhl.